# شورش‌های ۲۰۲۴ بریتانیا

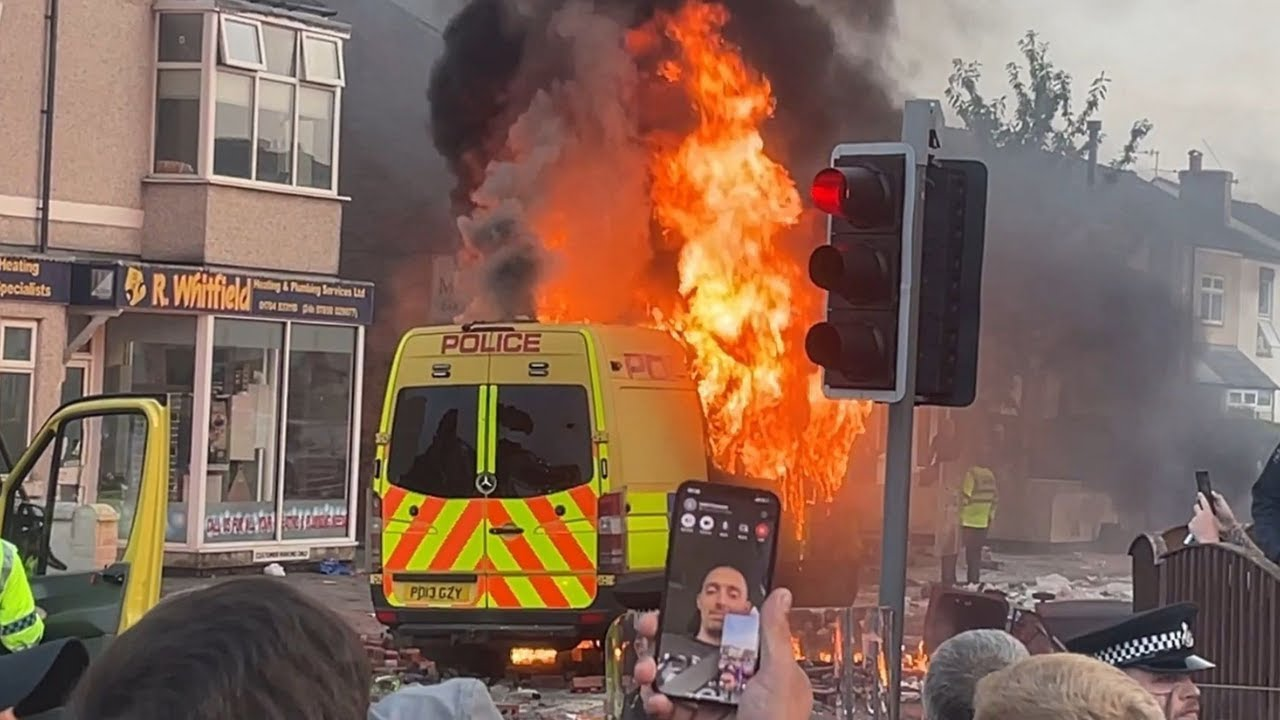
یک ون پلیس در جریان شورش‌های ۳۰ ژوئیه در ساوت پورت آتش گرفت.

از ۳۰ ژوئیه ۲۰۲۴، معترضان راست افراطی در مناطق مختلف انگلستان و ایرلند شمالی، پس از چاقو زدن دسته جمعی کودکان در ساوت‌پورت در ۲۹ ژوئیه، شورش کردند. شورش اولیه در ساوت‌پورت و شورش‌های بعدی در جاهای دیگر با هجمه اطلاعات نادرست در رسانه‌های اجتماعی مرتبط است.
شورش‌ها در ۳۰ ژوئیه زمانی آغاز شد که جمعیتی که برخی از آنها به اعتقاد پلیس از حامیان لیگ دفاع انگلیس هستند، در بیرون مسجد ساوت پورت تجمع کردند. معترضان معتقد بودند که مظنون این چاقوکشی جمعی یک مهاجر مسلمان بوده است، به دلیل انتشار اطلاعات نادرست در شبکه‌های اجتماعی. آنها به مأموران پلیس حمله کردند، اشیاء را به سمت مسجد پرتاب کردند و یک خودروی پلیس را به آتش کشیدند. در این شورش بیش از پنجاه افسر مجروح شدند که حال برخی از آنها وخیم است و سه سگ پلیس زخمی نیز شدند. همچنین دستگیری‌های متعدد دیگری صورت گرفت.
ناآرامی در روزهای بعد به سایر نقاط انگلستان و همچنین بلفاست در ایرلند شمالی گسترش یافت. در ۳۱ ژوئیه، بیش از ۱۰۰ معترض در لندن دستگیر شدند و تظاهراتی در منچستر، هارتل‌پول و الدرشات برگزار شد. در ۲ اوت، شورش در ساندرلند رخ داد که در آن یک ایستگاه پلیس به آتش کشیده شد، سه افسر پلیس مجروح شدند و چندین نفر دستگیر شدند. در ۳ اوت، تظاهرکنندگان راست افراطی با پلیس و معترضان متقابل در چندین مکان درگیر شدند و یک کتابخانه در لیورپول به آتش کشیده شد. در ۴ اوت، شورش‌کنندگان پنجره‌ها را شکستند و ساختمان‌های هالیدی این اکسپرس را در روترهام و تم‌وورث به آتش کشیدند. در میدلزبورو، شورش‌کنندگان شیشه‌ها را شکستند و خانه‌ها و خودروهای یک منطقه مسکونی را هدف قرار دادند.
شورش ها به عنوان اسلام هراسی، نژادپرستانه، ضد مهاجرت، و راست افراطی توصیف شده اند. حزب جبهه ملی فاشیست و جنبش بریتانیا ادعا می‌کردند اطلاعات نادرست را به صورت آنلاین منتشر کرده بودند، و اعضای گروه آلترناتیو میهنی در سازمان‌دهی شورش‌های ساوتپورت شرکت کردند و به سازماندهی آن کمک کردند.